# Astaena pusilla
Astaena pusilla är en skalbaggsart som beskrevs av Frey 1973. Astaena pusilla ingår i släktet Astaena och familjen Melolonthidae. Inga underarter finns listade.